# Alsumer Berg

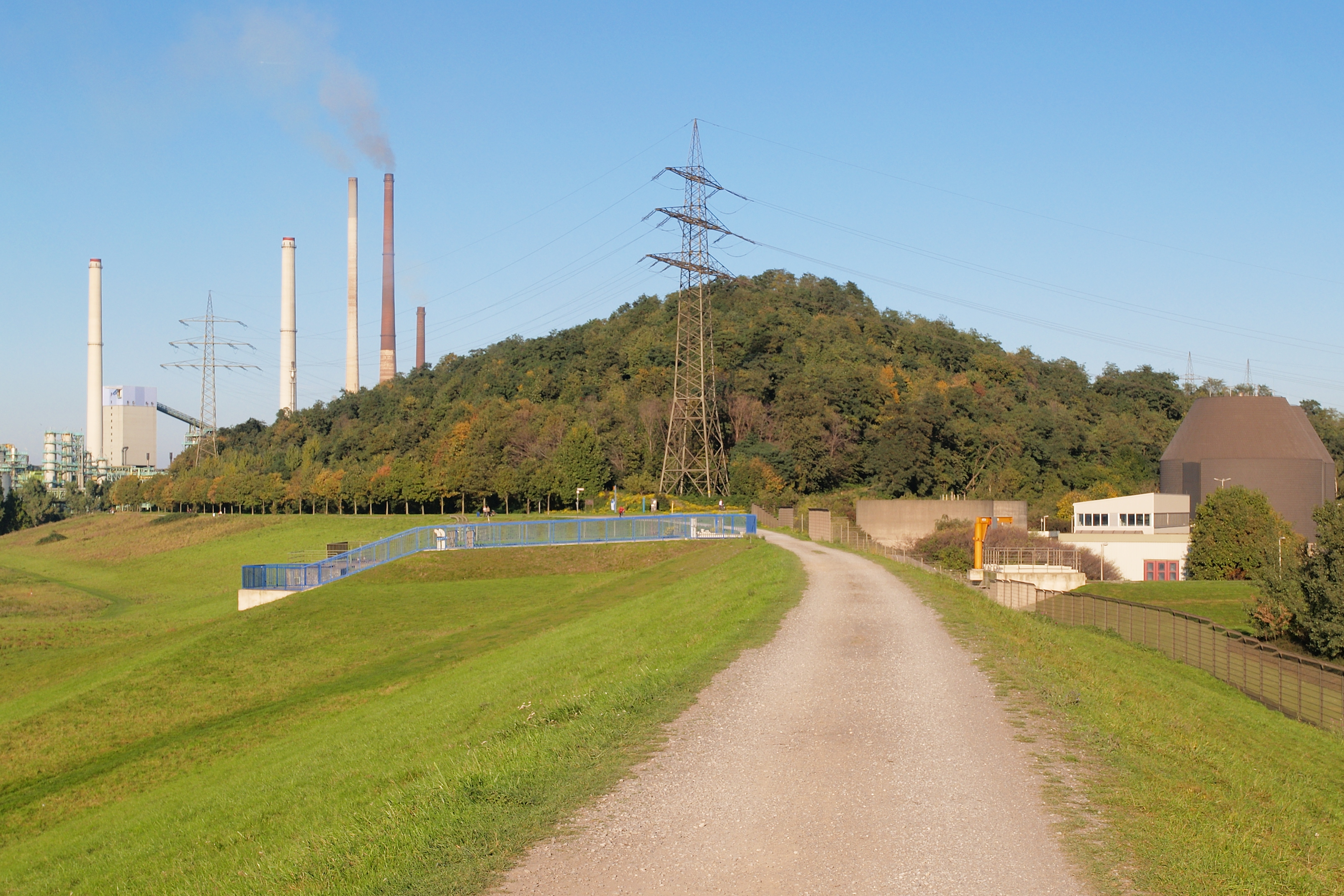
Der Alsumer Berg von Süden aus gesehen.

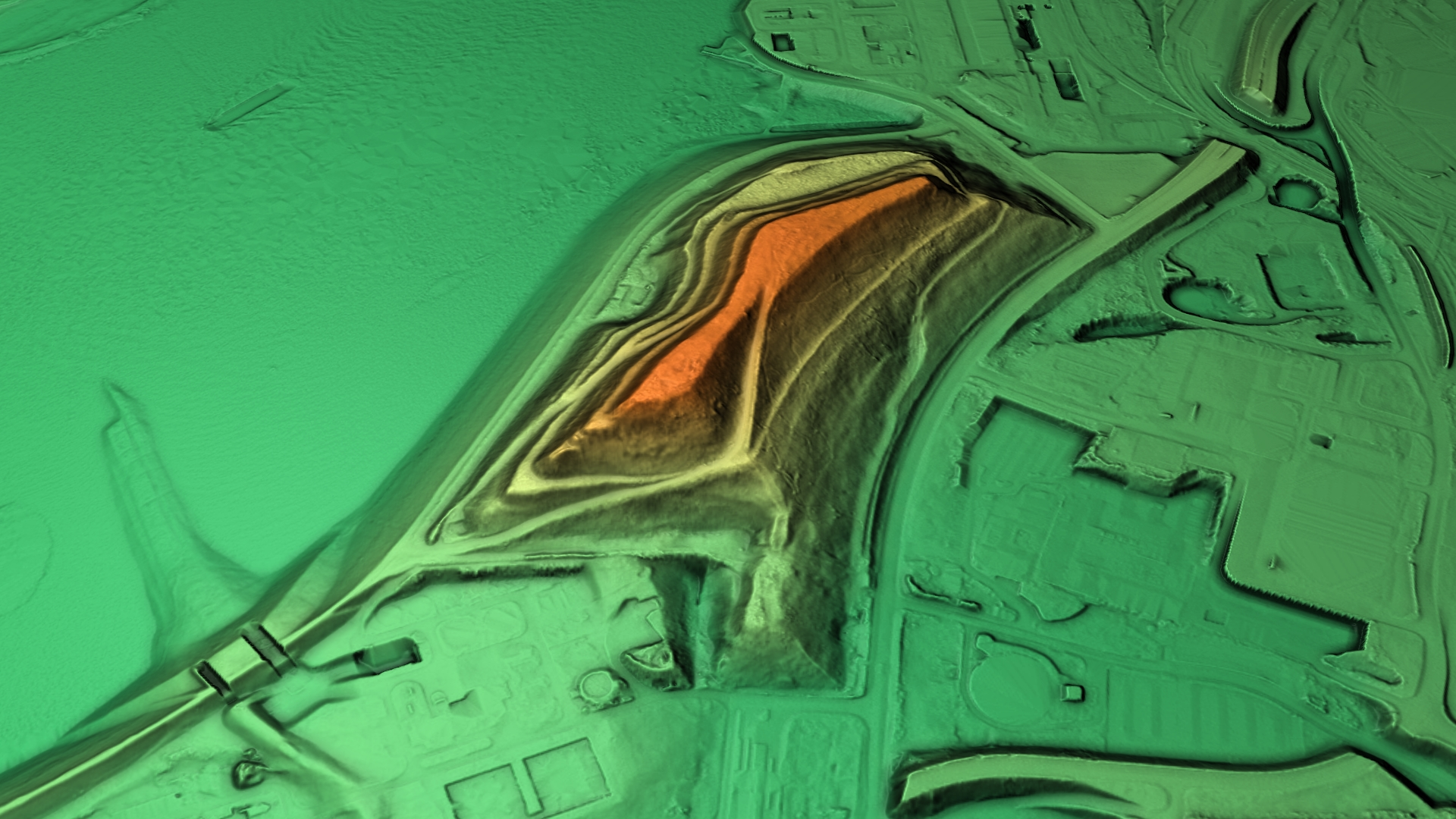
3D-Ansicht des digitalen Geländemodells

Der Alsumer Berg, landläufig auch Beecker Halde genannt, ist eine ehemalige Schutthalde, die sich in Duisburg, unmittelbar am Rheinufer gelegen, zirka 50 Meter über den Rhein (70 m ü. NHN) erhebt.

## Lage
Der Alsumer Berg ist über die Straße „Alsumer Steig“ erreichbar. Dort befindet sich ein Parkplatz am Fuße des Berges. Mit dem Fahrrad oder zu Fuß kann er auch von Süden über den Rheindeich erreicht werden. Er liegt damit unmittelbar an verschiedenen Radwanderwegen (Erlebnisweg Rheinschiene, Niederrheinroute, Route der Industriekultur per Rad).

## Entstehungsgeschichte
Ursprünglich fand sich an der Mündung eines Emscherarmes das Schiffer- und Fischerdörfchen Alsum. Ab 1892 nutzte die Steinkohlezeche Gewerkschaft Deutscher Kaiser den dortigen Hafen zum Verladen von Kohle. Durch Bergsenkungen sank das Gebiet gegenüber dem Rhein immer weiter ab, der Kohlehafen wurde im Winter 1925/1926 durch ein Rheinhochwasser zerstört und anschließend mit Abraum verfüllt. Der Schiffsbetrieb wich in den nördlich gelegenen Hafen Schwelgern aus.
Im Zweiten Weltkrieg wurde der Ort Alsum fast völlig zerstört und anschließend nicht wieder aufgebaut, die restlichen Bewohner ab 1954 umgesiedelt. Die Stadt Duisburg nutzte das Gelände einerseits zur Ablagerung von Schutt und Kriegstrümmern und andererseits als Erweiterungsfläche für die Industriebetriebe.

## Heutiger Zustand
Heute ist die Halde als Grünfläche umgestaltet und gilt als Landschaftsschutzgebiet. Auf der Höhe erinnert ein Gedenkkreuz an die ehemalige Siedlung. Vom Alsumer Berg hat man einen hervorragenden Blick auf die Industriekulisse des Stahlwerkes und die Kokerei Schwelgern (genannt Hamborner Ofengruppe), auf das Stahlwerk Bruckhausen (von ThyssenKrupp), zum Kraftwerk Duisburg-Walsum sowie auf die Werksanlagen von Fritz Schupp. Aufgrund des fantastischen Industriepanoramas ist der Berg bei Industriefotografen sehr beliebt.
Ausblicke von der Haldenhöhe

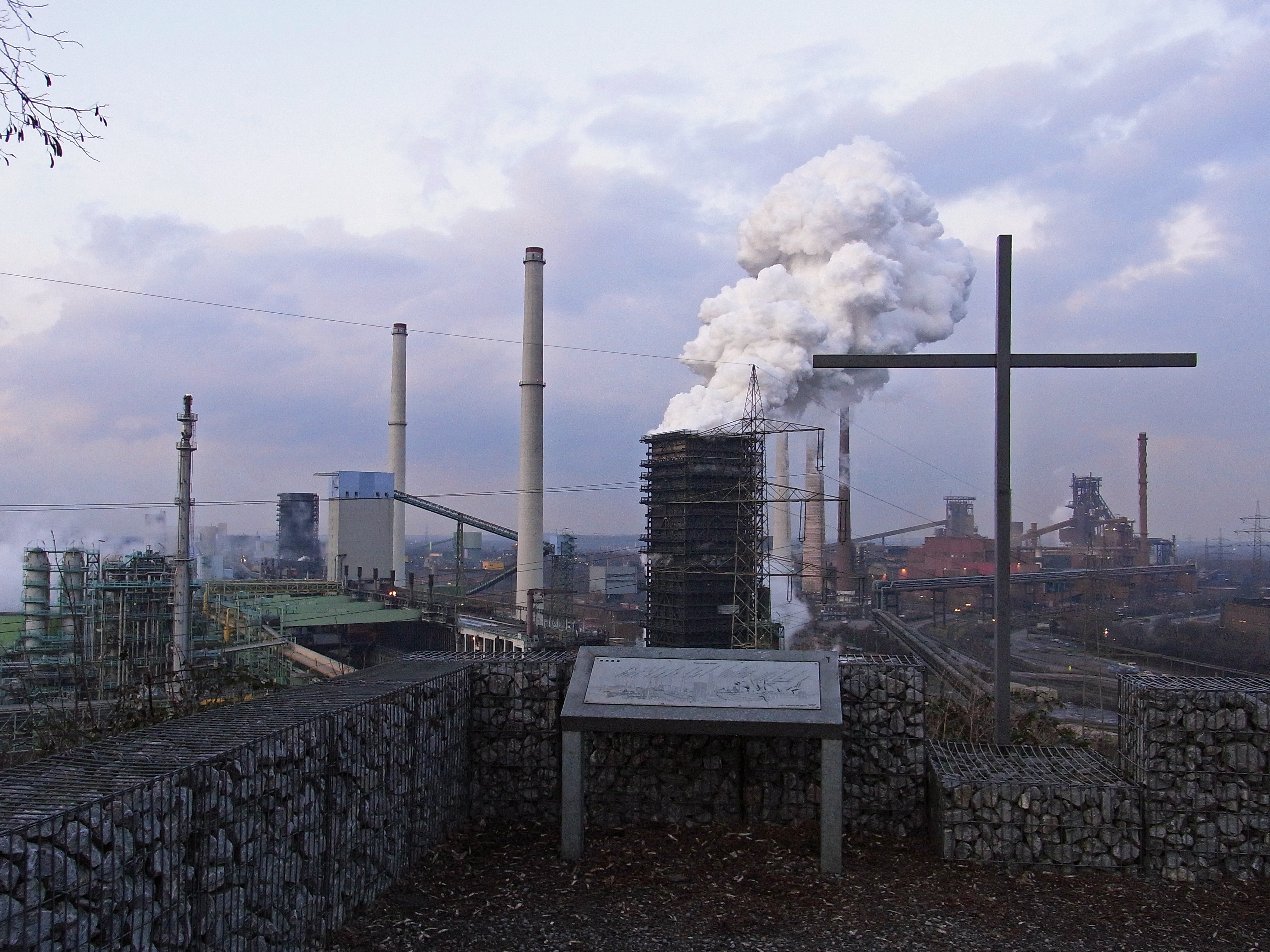
Gedenkkreuz mit Blick in die Kokerei Schwelgern und zum Hochofenwerk
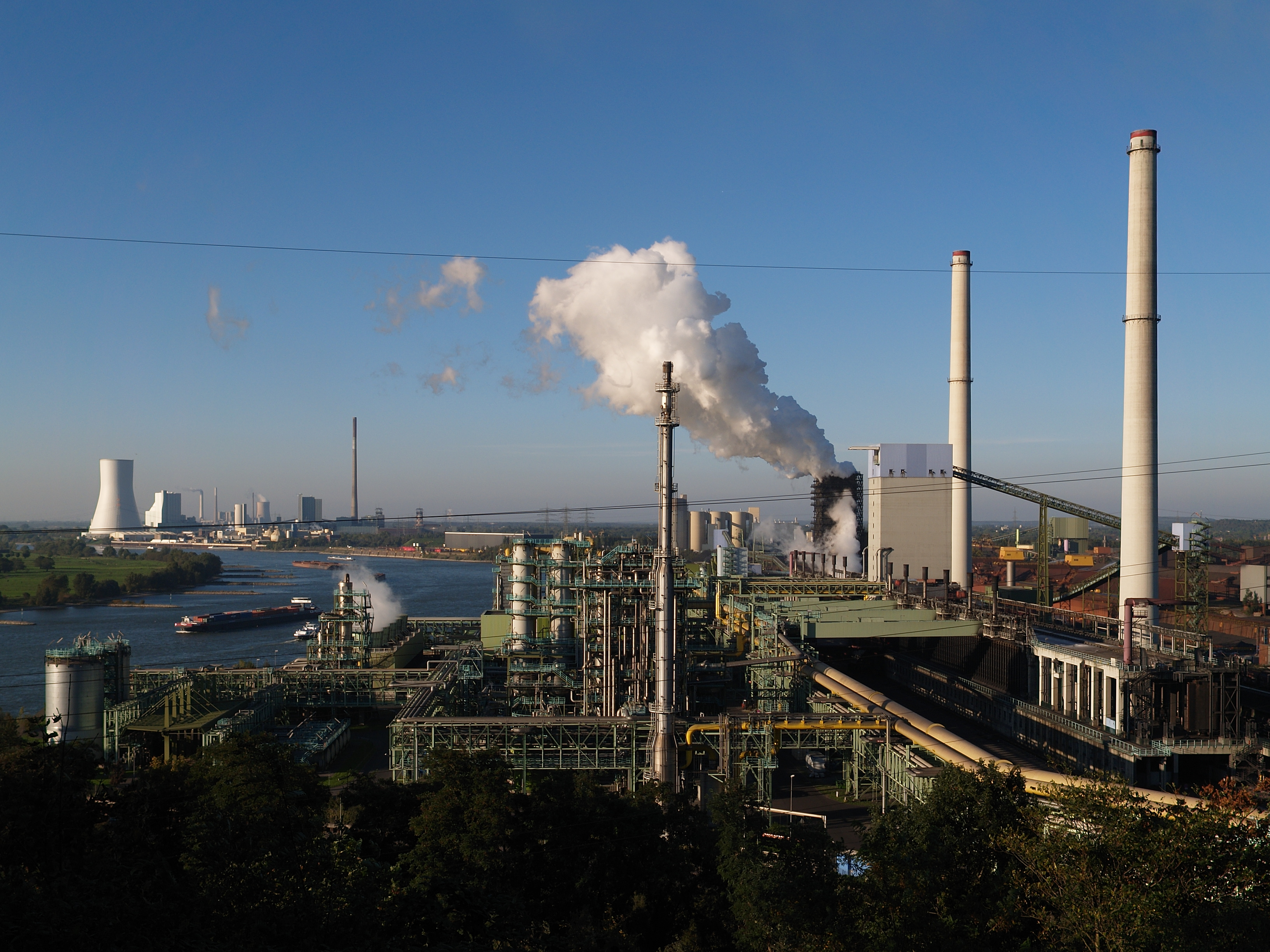
Thyssenkrupp, der Rhein und die Kraftwerke in Walsum und Voerde
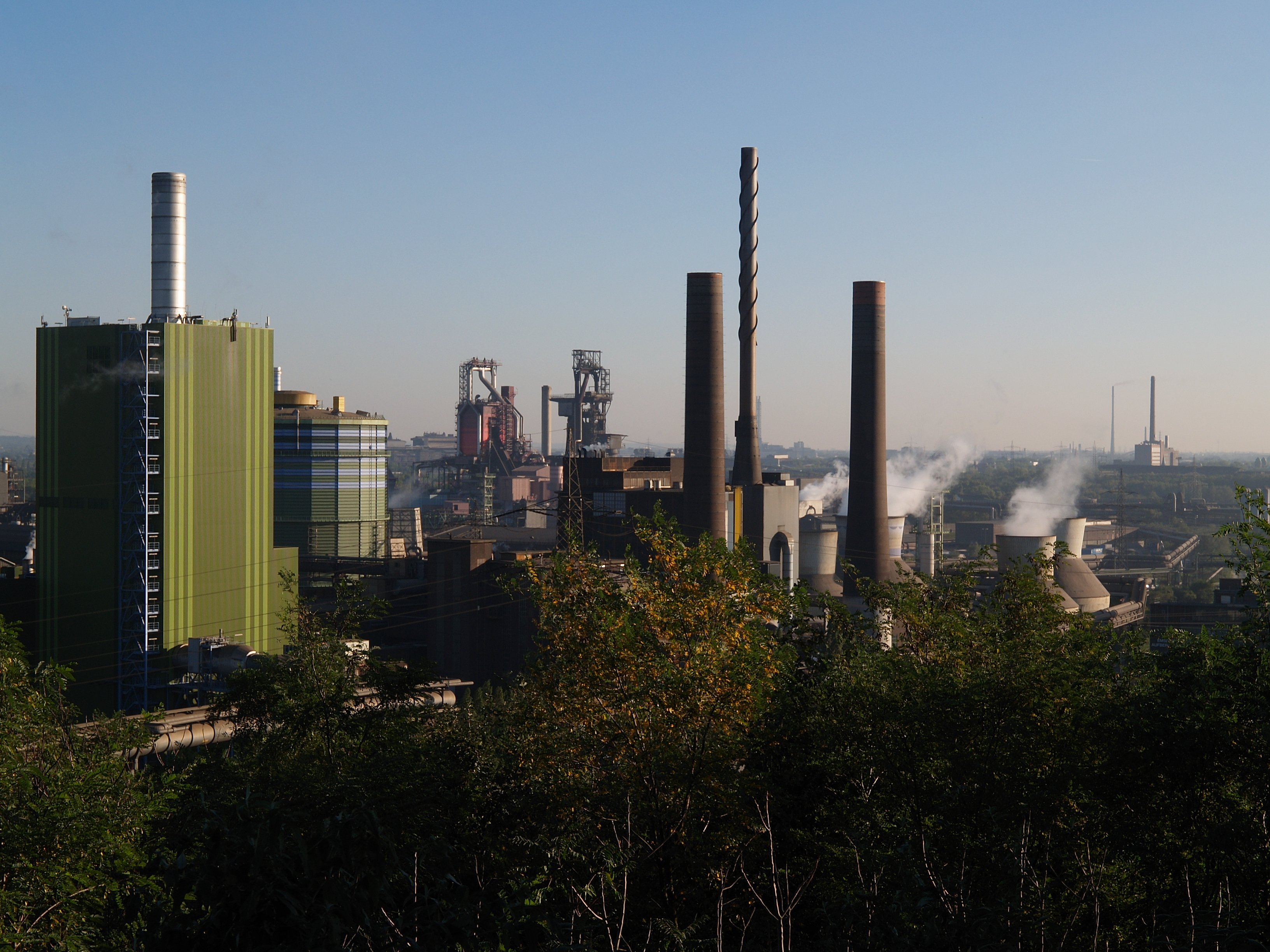
Hochöfen und das Heizkraftwerk Hamborn (rechts im Hintergrund klein das Kraftwerk H. Wenzel)
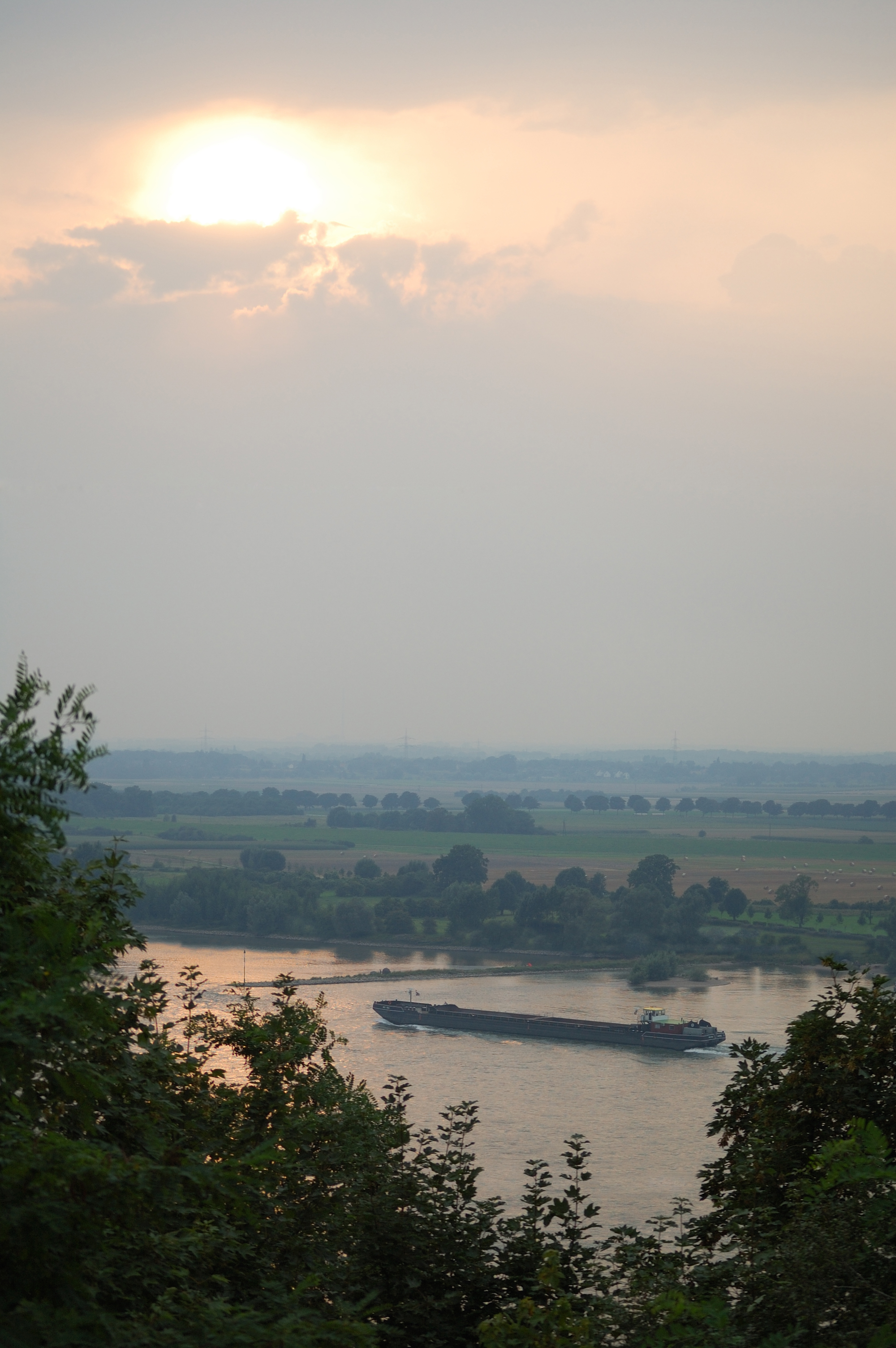
Blick nach Westen über den Rhein auf das Niederrheinische Tiefland